# Club Libertad (féminines)
Le Club Libertad ou plus simplement Libertad est un club de football féminin paraguayen issu de l'alliance du Club Libertad et du Club Sportivo Limpeño.

## Histoire

### Club Sportivo Limpeño
Le club, basé à Limpio, participe depuis 2009 au Championnat de Paraguay. Il remporte deux fois le titre de champion, en 2015 et 2016, après avoir terminé à la deuxième place en 2014.
En 2016, le club participe à la Copa Libertadores féminine est reste invaincu jusqu'à la finale contre les vénézuéliennes d'Estudiantes de Guárico. Avec une victoire 2-1 en finale, Limpeño remporte son premier titre continental. Après cette victoire, le staff et quelques joueuses sont convoités par d'autres clubs, Limpeño ne pourra pas s'opposer à la domination de Cerro Porteño les années suivantes et connaîtra des difficultés financières.

### Alliance avec Libertad
En 2018, le Club Libertad basé à Asuncion doit créer une section féminine, ce qui lui est imposé par la CONMEBOL pour que son équipe masculine puisse participer aux tournois continentaux. Le club s'allie avec le Club Sportivo Limpeño.
Dès sa première saison en 2018, sous le nom Libertad/Limpeño, le club termine vice-champion, puis en 2019 termine à la première place et remporte son troisième titre national.

### Club Libertad
En 2024, le club se présente sous le nom Club Libertad, évolue en noir et blanc à Asuncion et remporte un nouveau titre de justesse devant l'Olimpia : à égalité de points, le Libertad est sacré grâce à un but d'avance au goal-average.

## Palmarès
| Compétitions nationales                                                                                      | Compétitions internationales                          |
| - Championnat du Paraguay (4) : - Champion : 2015, 2016, 2019 et 2024. - Vice-champion : 2014, 2018 et 2022. | - Copa Libertadores féminine (1) : - Champion : 2016. |